# Sturm über Asien (1938)
Sturm über Asien ist ein französischer Abenteuerfilm aus dem Jahr 1938. Unter der Regie von Richard Oswald spielt Conrad Veidt die Hauptrolle.

## Handlung
Der Abenteurer Erich Keith hat Phantastisches vor. Er will mit einer großen Expedition nach Ostasien aufbrechen und dort in großem Stil Landnahme betreiben. Er verspricht sich vor Ort große Ölvorkommen, die er auszubeuten gedenkt. Mit ihm ziehen rund 200 Glücksritter, die sich gleichfalls großen Reichtum versprechen. Keiths engste Vertraute sind seine hübsche, junge Freundin Suzanne und der verkrachte Mediziner Dr. Leclerc.
In der Mongolei angekommen, erweist sich der harte Keith bald als regelrechter Despot. Er behandelt die Eingeborenen wie Sklaven und knechtet und demütigt sie derart, dass diese unter der Führung des Prinzen Ling, den Keith auch noch beleidigt hatte, aufbegehren. Als dann noch eine Epidemie ausbricht, kommt es zu einer handfesten Revolte, während der Keith getötet wird. Suzanne und der Arzt, der schon seit langem in sie verliebt ist, beschließen, fortan die Kolonisierung dieses öden Landstrichs mit humaneren Mitteln fortzuführen.

## Produktionsnotizen
Im Oktober 1937 reiste Regisseur Oswald mit seiner Crew nach Bulgarien, um dort die Außenaufnahmen für den Film herzustellen. Die Uraufführung des Films erfolgte am 21. April 1938 in Paris. Während Sturm über Asien in Österreich (unter dem Titel Abenteuer im fernen Osten) bereits 1948 anlief, wurde der Film in Deutschland erstmals am 27. Oktober 1950 gezeigt, blieb dort jedoch weithin unbeachtet.
Sturm über Asien ist die einzige Tonfilm-Zusammenarbeit zwischen Conrad Veidt und seinem großen Förderer Richard Oswald. Im Drehjahr 1937 jährte sich ihre (in den 1910er und 1920er Jahren) kontinuierliche Kooperation zum zwanzigsten Mal. Obwohl beide wenig später nach Hollywood emigrierten, kam es dort zu keiner Zusammenarbeit mehr.
An diesem von Oswalds Rio-Film hergestellten Streifen waren mehrere Emigranten beteiligt. Als seinen Produktionsleiter holte sich Oswald Fritz Brunn, der Schnittmeister Max Brenner hatte kurz vor Hitlers Machtantritt in Deutschland auch Oswalds Schauergeschichte Unheimliche Geschichten geschnitten. Mit dem ebenfalls aus Hitlers Deutschland geflohenen Arnold Lippschitz schrieb Oswald das Buch, die Musik stammte von einem weiteren Flüchtling, Ralph Erwin. Der zuletzt in Wien arbeitende Kameramann Ted Pahle (Bel Ami) fotografierte das Geschehen. Oswalds 18-jähriger Sohn Gerd diente dem Vater als Regieassistent. Aus Japan wurde der zuletzt mit Arnold Fanck drehende Schauspieler Sessue Hayakawa verpflichtet. Bei der Japanerin Michiko Tanaka (Rolle der Prinzessin Shô) handelt es sich um die spätere Ehefrau Viktor de Kowas.
Für die Hauptrolle des Keith war ursprünglich Erich von Stroheim vorgesehen gewesen.

## Kritiken
In Variety heißt es: „A moderately good adventure drama, Tempête sur l'Asie is set for success in this country because of Conrad Veidt. It‘s almost a one man film and Veidt makes all there is to be is made out of a story that sometimes is fantastic enough to seem ludicrous…“
Das Lexikon des Internationalen Films schreibt: „Die schlecht geschriebene Geschichte ist lieblos inszeniert und trotz guter Besetzung alles andere als gut gespielt.“